# Кашмирски луциан
Кашмирските луциани (Lutjanus kasmira) са вид актиноптери от семейство Едри мексикански риби (Lutjanidae).
Те са незастрашен вид.
Таксонът е описан за пръв път от Пер Форскол през 1775 година.